# 曼弗雷德·盖斯勒
曼弗雷德·盖斯勒（德語：Manfred Geisler，1941年3月3日—），德国男子足球运动员，司职后卫。他曾代表德国联队参加1964年夏季奥林匹克运动会足球比赛，获得一枚铜牌。